# Port lotniczy Illizi
Port lotniczy Illizi (IATA: VVZ, ICAO: DAAP) – port lotniczy położony niedaleko Illizi, w prowincji Illizi, w Algierii.

## Linie Lotnicze i połączenia
| Linia Lotnicza   | Kierunek                                                           |
| ---------------- | ------------------------------------------------------------------ |
| Air Algerie      | 1. Adrar 2. Algier 3. Dżanat 4. Ghardaja 5. Ouargla 6. Tamanrasset |
| Tassili Airlines | 1. Algier 2. Dżanat                                                |